# Meller Gołyźniak Duda
Meller Gołyźniak Duda – polskie trio rockowe. Formacja powstała w 2015 roku z inicjatywy perkusisty Macieja Gołyźniaka, grającego wcześniej między innymi z zespołem Emigranci czy Moniką Brodką oraz gitarzysty Macieja Mellera, znanego z występów w grupie Quidam. Następnie do składu dołączył basista i wokalista Mariusz Duda, członek zespołu Riverside. Debiutancki album formacji zatytułowany Breaking Habits ukazał się 18 listopada 2016 roku nakładem wytwórni muzycznej Rock-Serwis. Płyta uplasowała się na 26. miejscu polskiej listy przebojów (OLiS).

## Dyskografia
| Tytuł           | Dane dot. albumu                                 | Pozycja na liście |
| Tytuł           | Dane dot. albumu                                 | POL               |
| --------------- | ------------------------------------------------ | ----------------- |
| Breaking Habits | - Data: 18 listopada 2016 - Wydawca: Rock-Serwis | 26                |